# Pedagogická knihovna J. A. Komenského
Pedagogická knihovna J. A. Komenského patří mezi největší specializované knihovny v České republice, její fond se specializuje na výchovu, školství a vzdělávání. Momentálně sídlí v Praze 1 na Jeruzalémské, kam se přestěhovala z původního sídla v Mikulanské v roce 2016.
S fondem půl milionů svazků se řadí k největším českým knihovnám. Je to státní příspěvková organizace zřizovaná Ministerstvem školství, mládeže a tělovýchovy. Formálně patří od roku 2011 do jedné instituce s Pedagogickým muzeem J. A. Komenského, která má název Národní pedagogické muzeum a knihovna J. A. Komenského, nicméně budovy zůstaly oddělené a pro návštěvníky každá stále plní svou původní funkci - tato funkci knihovny a druhá funkci muzea.

## Historie
V průběhu let instituce měnila názvy.
- 1. 5. 1919. byla založena jako knihovna Československého pedagogického ústavu J. A. Komenského v Praze
- 1925 samostatná knihovna pod MŠMT
- 1945 přejmenována na Státní pedagogickou knihovnu Komenského
- 1953 přijmutí Sukovy studijní knihovny literatury pro mládež
- 1958 knihovna spadá pod Výzkumný ústav pedagogický
- 1974 spadá pod Ústav školských informací v Praze
- 2011 administrativní sloučení s Pedagogickým muzeem J. A. Komenského do jedná příspěvkové organizace Národní pedagogické muzeum a knihovna J. A. Komenského
- 2016 knihovna se přesunula z původního sídla v Mikulanské na Jeruzalémskou (pedagogické muzeum nadále sídlí ve Valdštějské)

## Fond
Kromě pedagogických monografií má knihovna konzervační fond aktuálních i historických učebnic, který celkem čítá 60 000 svazků. Dále má sbírku komeniologické literatury. Od roku 1953 pokračuje v budování fondu výběrové dětské literatury, který byl dříve znám jako Sukova studijní knihovna literatury pro mládež, který původně založil Václav František Suk.

## Aktivity
Knihovna vede Centrum pro školní knihovny, které zajišťuje individualizovanou metodickou podporu všem školním knihovnám v České republice.Zároveň v rámci tohoto centra pořádá pedagogická knihovna řadu vzdělávacích akcí pro školní knihovníky.

Od roku 1993 knihovna pořádá dětskou literární cenu Kniha dětského srdce, dříve známá pod názvem Suk - čteme všichni, která vznikla na počest Václava Františka Suka. Na rozdíl od Zlaté stuhy (pro kterou knihovna zajišťuje zázemí) cenu v hlavní kategorii nezískávají knihy vybrané odbornou porotou, ale knihy, pro které hlasovalo nejvíce dětí - je tedy zároveň každoročním průzkumem čtenářství českých dětí a mládeže. V další kategorii Centrum pro školní knihovny uděluje cenu za Počin školních knihoven.

Knihovna soustavně buduje Pedagogický tezaurus.

## Členství v organizacích
Knihovna je členem několika národních i mezinárodních knihovnických organizací:
- Svaz knihovníků a informačních pracovníků České republiky
- Sdružení knihoven ČR
- Národní centrum pro elektronické informační zdroje
- Souborný katalog České republiky
- Knihovny.cz
- Mezinárodní sdružení pro dětskou knihu